# Tallinn
Tallinn, Talim, Taline ou Talin (em estoniano: Tallinn; pronúncia em estoniano: [tɑlʲˑinˑ]) é a capital, centro financeiro e maior cidade da Estónia, localizada no golfo da Finlândia, na costa norte do país junto ao mar Báltico, a 80 quilómetros a sul de Helsínquia. Tem cerca de 400 000 habitantes, aproximadamente um terço da população total do país.
Tallinn é a mais antiga capital da Europa Setentrional. Era denominada Reval do século XIII a 1917 e novamente entre 1941 e 1944 (invasão da Alemanha Nazista).

## Geografia

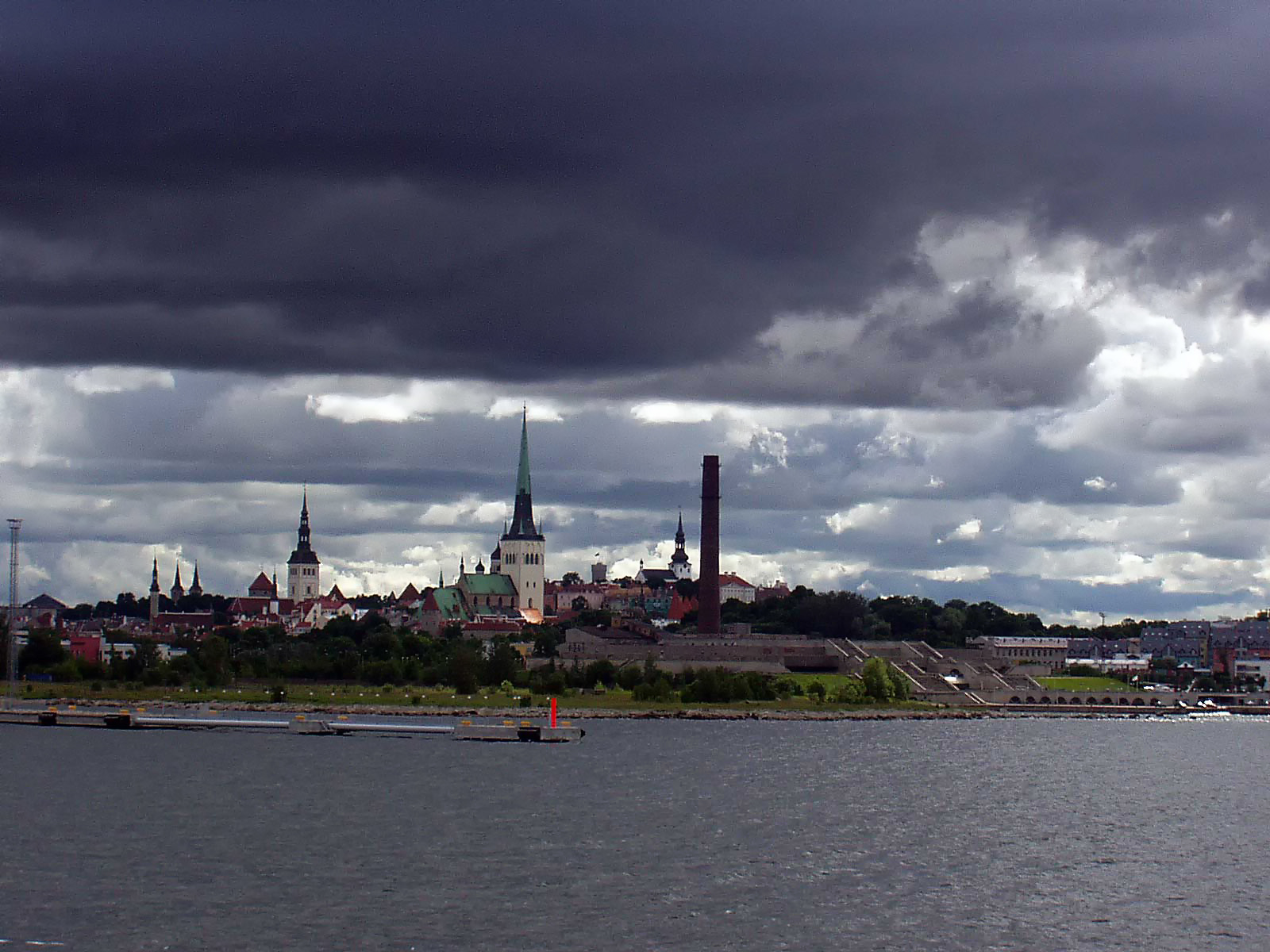
Talim

Talim está situada na costa sul do golfo da Finlândia, no centro-norte da Estónia. O principal porto mercante da Estónia localiza-se em Talim (porto de Muuga).
O maior lago em Talim é o lago Ülemiste (cobre 9,6 km²). É a principal fonte da água potável da cidade. O lago Harku é o segundo maior lago em Talim com um area de 1,6 km². Ao contrário de muitas das maiores cidades, o único grande rio em Talim está localizado em Pirita (distrito da cidade considerado um subúrbio). O vale do rio é uma área protegida devido à sua beleza natural.
Uma falésia de calcário atravessa a cidade. Pode ser observada, por exemplo, em Toompea e Lasnamäe. Toompea, no entanto, não faz parte da falésia, sendo na verdade uma colina separada.
O ponto mais alto de Talim, a 64 metros acima do nível do mar, está situado no distrito de Nõmme, no sudoeste da cidade.
A costa estende-se por 46 quilómetros. É constituída por três grandes penínsulas: a península Kopli, a península Paljassaare e a península Kakumäe.

## Distritos administrativos
Em termos de governo local, Talim está subdividida em 8 distritos administrativos (estónio: linnaosad, sg. – linnaosa). Os governos distritais são órgãos da cidade que desempenham, no território do seu distrito, as funções para si designadas pela legislação e estatutos de Talim.
Cada governo distrital é gerido por um ancião (estónio: linnaosavanem), nomeado pelo Governo da Cidade, proposto pelo Presidente da Câmara e depois de ter sido ouvida a opinião dos Conselhos Administrativos. A função dos Conselhos Administrativos é a de recomendar ao Governo da Cidade e às Comissões do Conselho da Cidade como os distritos devem ser administrados.
| Distritos     | Área     | População |
| ------------- | -------- | --------- |
| Haabersti     | 18,6 km² | 35 000    |
| Kesklinn      | 28 km²   | 34 985    |
| Kristiine     | 9,4 km²  | 27 531    |
| Lasnamäe      | 30 km²   | 108 644   |
| Mustamäe      | 8 km²    | 62 219    |
| Nõmme         | 28 km²   | 35 043    |
| Pirita        | 18,7 km² | 8 507     |
| Põhja-Tallinn | 17,3 km² | 52 573    |

## População

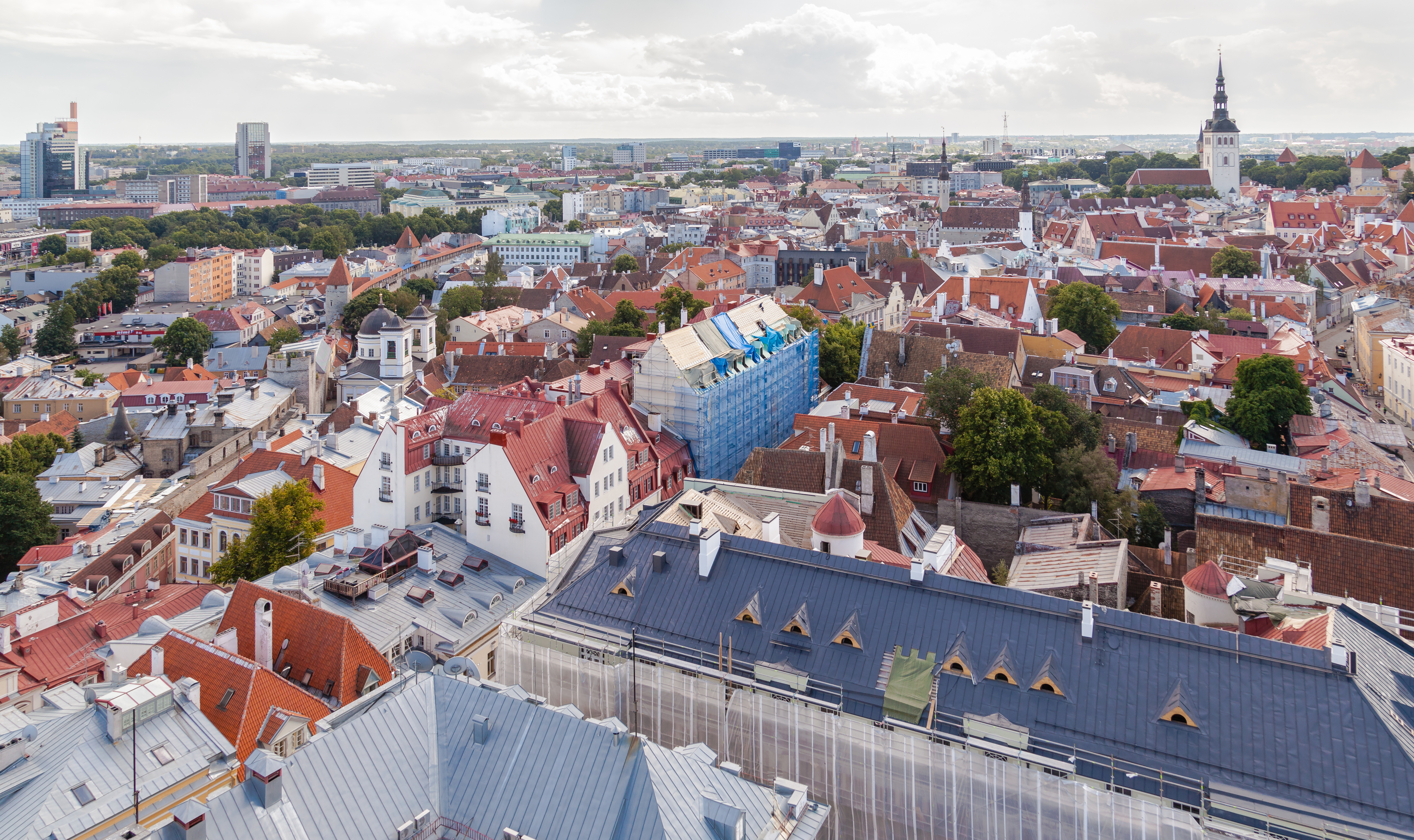
A cidade velha de Talim

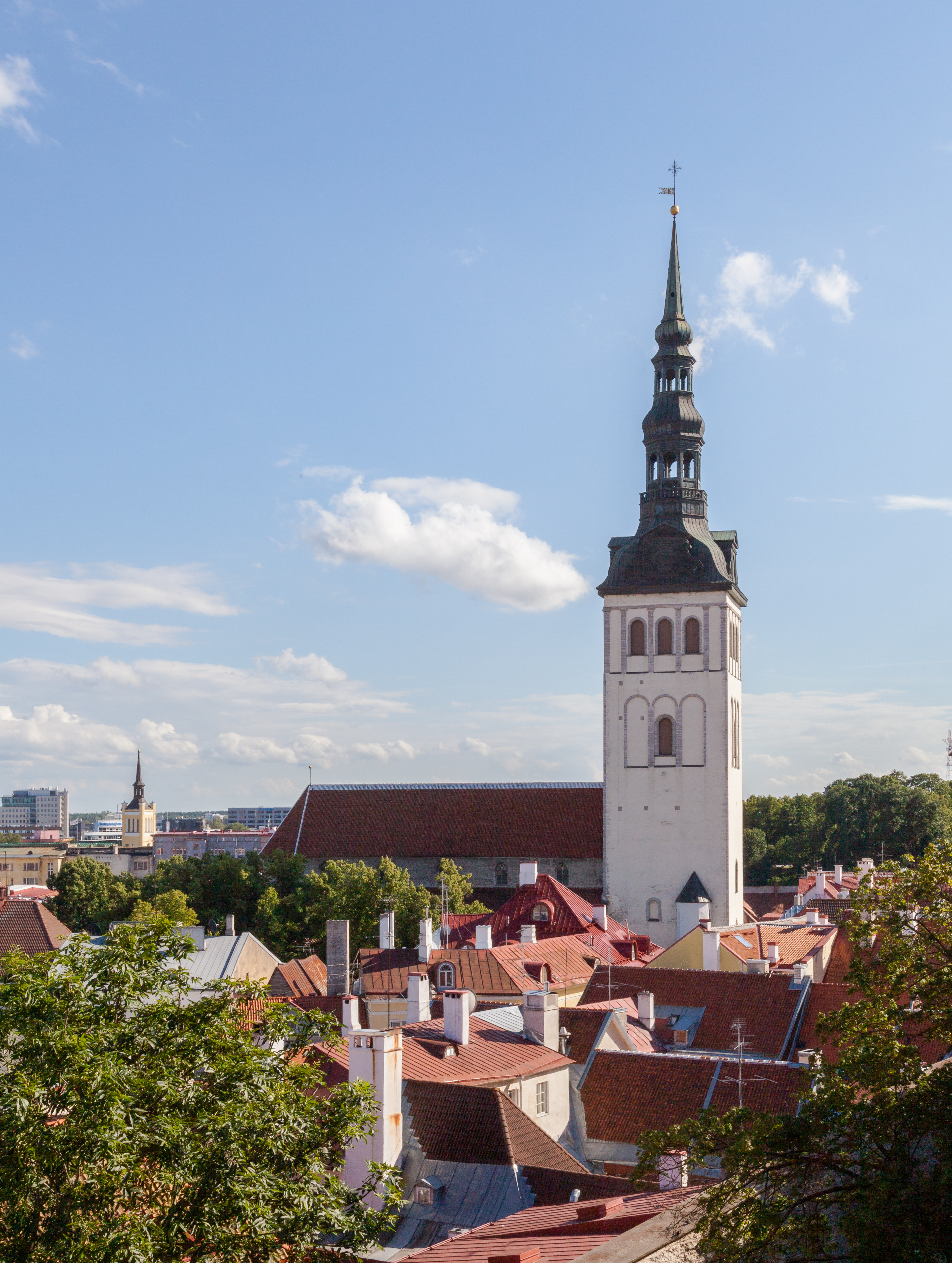
Igreja de São Nicolau

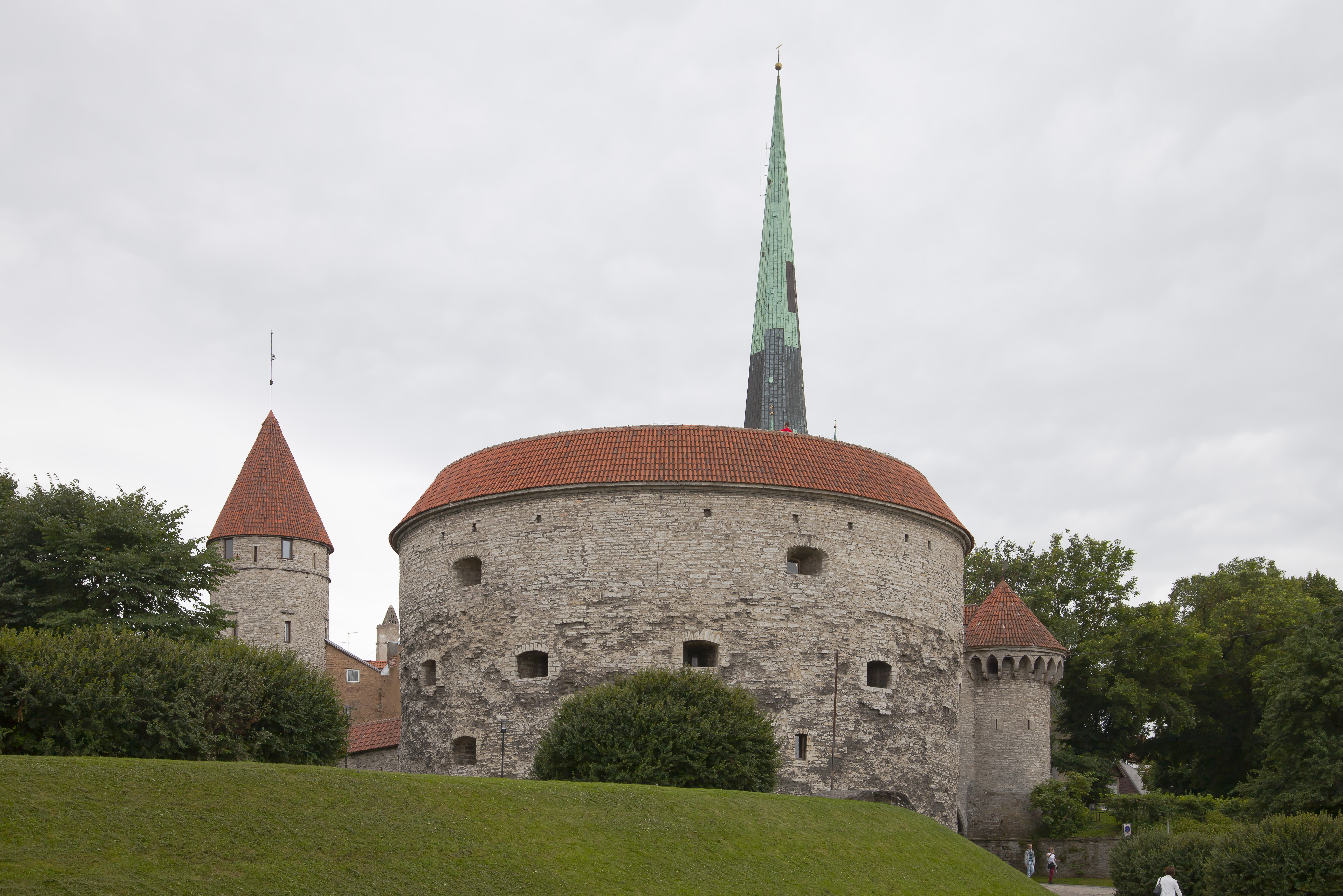
Torre de Margarita a Gorda

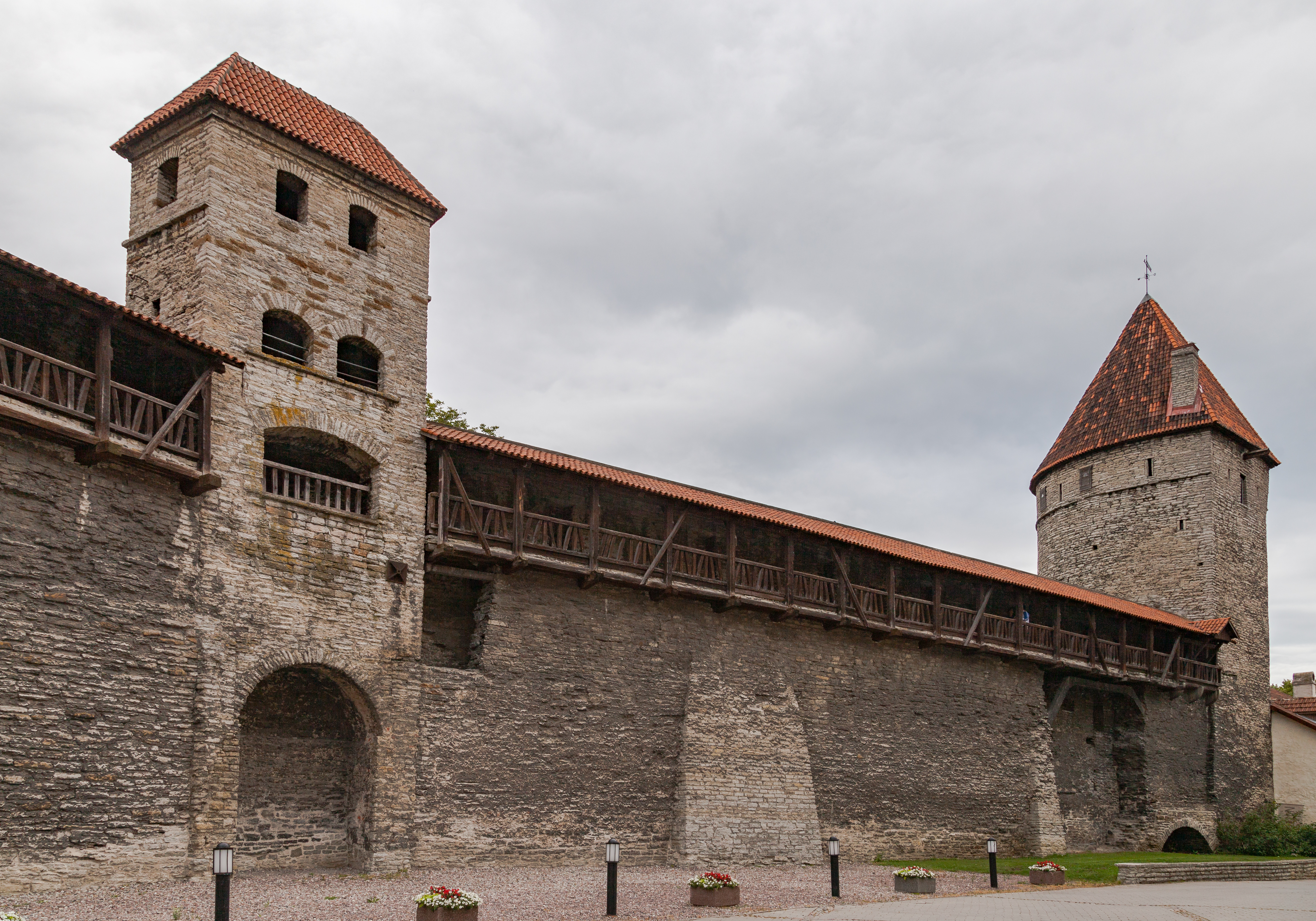
Muralhas da cidade

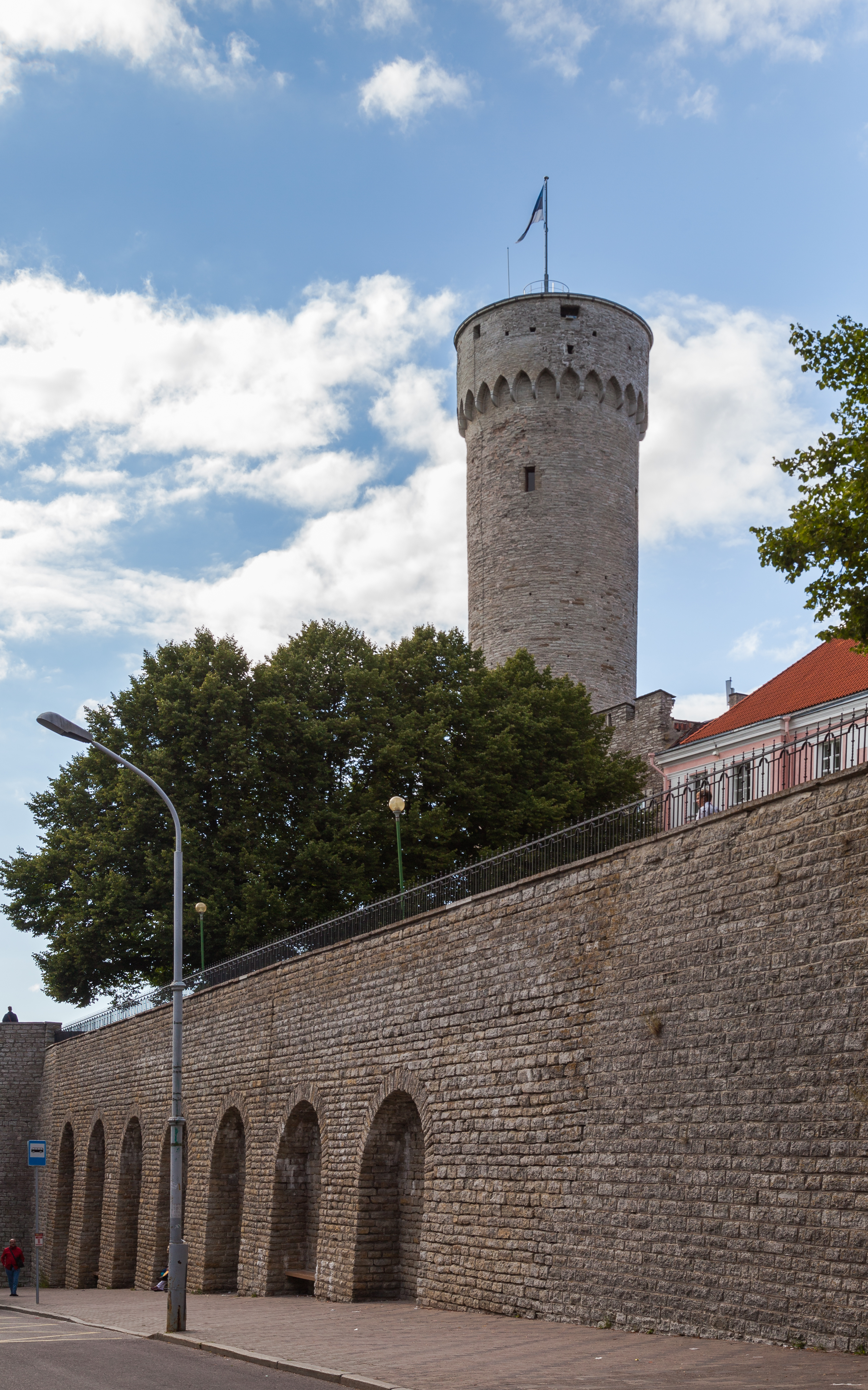
Pikk Hermann

A população é de cerca de 500 400 habitantes (2000), registrados 401 694 (março de 2005).
De acordo com o Eurostat, a agência de estatística da União Europeia, de todas as cidades capitais dos países membros da UE, Talim tem a maior percentagem de nacionais de fora da UE: 27,8% da população não é cidadã da UE. Isto deve-se ao grande número de não Estonianos, maioritariamente Russos, que participaram na imigração planeada de outras repúblicas da União Soviética para Talim e para outros locais no norte da Estónia. Actualmente, muitos destes emigrantes, assim como os seus descendentes, ainda não receberam cidadania estoniana. As leis de nacionalidade estonianas têm procurado preservar uma identidade nacional, efectivamente excluindo muitos de origem russa da cidadania automática.[carece de fontes?]
Para além da língua estoniana, nativa do país (parte do grupo de línguas fino-ugrianas), próxima da língua finlandesa, também o russo, o inglês e o próprio finlandês são largamente compreendidos em Talim.
| Crescimento Populacional | Crescimento Populacional | Crescimento Populacional | Crescimento Populacional | Crescimento Populacional | Crescimento Populacional | Crescimento Populacional | Crescimento Populacional | Crescimento Populacional | Crescimento Populacional | Crescimento Populacional | Crescimento Populacional | Crescimento Populacional | Crescimento Populacional | Crescimento Populacional |
| ------------------------ | ------------------------ | ------------------------ | ------------------------ | ------------------------ | ------------------------ | ------------------------ | ------------------------ | ------------------------ | ------------------------ | ------------------------ | ------------------------ | ------------------------ | ------------------------ | ------------------------ |
| Ano                      | 1372                     | 1772                     | 1816                     | 1834                     | 1851                     | 1881                     | 1897                     | 1925                     | 1959                     | 1989                     | 1996                     | 2000                     | 2005                     |                          |
| População                | 3 250                    | 6 954                    | 12 000                   | 15 300                   | 24 000                   | 45 900                   | 58 800                   | 119 800                  | 283 071                  | 478 974                  | 427 500                  | 340 000                  | 401 694                  |                          |

## Educação
Em Talim está localizada a Universidade de Tecnologia de Talim, assim como outras instituições de educação superior e ciência, incluindo:
- Universidade Pedagógica de Talim (novo nome da Universidade de Talim)
- Academia Estoniana de Música
- Academia Estoniana de Arte
- Academia Estoniana de Defesa do Estado
- Instituto de Teologia da Igreja Evangélica Luterana Estoniana

## Cultura
A cidade é animada por numerosos festivais, como o da cerveja, do centro histórico, do jazz, da música barroca, da canção, etc. Possui uma grande sala de concertos, o Saku Suurhall e 10 teatros profissionais (cinco dos quais mantidos pelo Estado), com representações bastante clássicas.[carece de fontes?] Paralelamente a estes dez grandes teatros, apareceram vários pequenos teatros e projectos teatrais. Existem também cerca de trinta museus, abrangendo a História da Estónia, da capital, das campanhas, etc. Existem ainda numerosas galerias de arte e exposições.

### Arquitectura
Talim é cercada pela arquitectura russa que herdou dos tempos de domínio russo e de ex-república soviética.

### Culinária
Talim é conhecida por seus restaurantes de carne de caça. É possível encontrar carne de javali, urso e perdiz em diversos estabelecimentos.

## Transportes

### Aéreos
O Aeroporto de Talim está localizado a cerca de 4 km da praça central da cidade (Raekoja plats), onde está localizada a Câmara Municipal (Raekoda). Uma linha de autocarro liga o aeroporto ao centro de Talim.
Várias companhias aéreas (ex, easyJet, Estonian Air, Finnair, KLM, LOT, Lufthansa, SAS e TAP) operam entre Talim e cidades europeus como Amesterdão, Berlim, Bruxelas, Copenhaga, Helsínquia, Londres, Kiev, Milão, Moscovo, Estocolmo, Lisboa e Faro (em voos charter da Estonian Air de Abril a Outubro).

### Ferry
Vários ferries operam nas Viking Line, Silja Line, Linda Line Express, Tallink e outras, ligando Talim a:
- Helsínquia (Finlândia)
- Estocolmo (Suécia)
- Åland (Finlândia)
- São Petersburgo (Rússia)
- Rostock (Alemanha)

## Cidades-irmãs
Tallinn tem como cidades-irmãs:
| - Annapolis, Estados Unidos - Białystok, Polônia - Dartford, Reino Unido - Gdańsk, Polônia - Gdynia, Polônia | - Gante, Bélgica - Gotemburgo, Suécia - Groninga, Países Baixos - Kiel, Alemanha - Kotka, Finlândia | - Łomża, Polônia - Los Gatos, Estados Unidos - Malmö, Suécia - Portland, Estados Unidos - Riga, Letônia | - Moscou, Rússia - São Petersburgo, Rússia - Schwerin, Alemanha - Veneza, Itália - Bangalore, Índia - Vilnius, Lituânia |